# ویکی‌پدیای پیدمونتی
ویکی‌پدیای پیدمونتی نسخه پیدمونتی وب‌گاه ویکی‌پدیا است.  زبان پیدمونتی تا ۱۹ اوت ۲۰۱۱ بابیش‌از ۴۱،۰۰۰ مقاله در رده پنجاه‌وهشتم ویکی‌پدیاها قرار گرفته‌است.